# 수잔 치아니

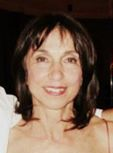

수잔 치아니(Suzanne Ciani, 1946년 6월 4일 ~ )는 미국의 음악가, 피아노 연주자이다. 이탈리아 혈통을 갖고 있다.
1970년 캘리포니아 대학교 버클리에서 석사 학위를 받았으며 1982년 《Seven Waves》로 데뷔하였다. 1992년에 발매한 《Turning》이 그래미상 뉴에이지 음악·독립 음악(New Age & Indie) 부문에 수상 후보로 오르기도 했다.